# Hemilamprops pacificus
Hemilamprops pacificus is een zeekommasoort uit de familie van de Lampropidae. De wetenschappelijke naam van de soort is voor het eerst geldig gepubliceerd in 1959 door Harada.